# David Ayer
Pour les articles homonymes, voir Ayer (homonymie).
David Ayer, né le 18 janvier 1968 à Champaign aux États-Unis, est un réalisateur, scénariste et producteur américain.

## Biographie

### Débuts de scénariste et révélation
Alors qu'il est adolescent, ses parents le chassent de la maison familiale. Il vit alors avec son cousin à Los Angeles. Ses expériences dans les quartiers sud de la ville (South Los Angeles) seront une source d'inspiration pour ses films, dont l'action se situe très souvent dans cette ville.
À 18 ans, il s'engage dans l'US Navy, comme officier sonar sur un sous-marin militaire. Après cela, David Ayer décide de devenir scénariste, notamment sous l'impulsion de son ami et mentor Wesley Strick. Pour son premier scénario de long métrage, il puise son inspiration dans son expérience dans la Marine et écrit U-571, qui est réalisé par Jonathan Mostow et sort en 2000. Le film relance le genre des films de sous-marin.
Après U-571, David Ayer signe le scénario de Training Day, mis en scène par Antoine Fuqua et sorti en 2001. L'histoire se déroule au sein du Los Angeles Police Department et montre la première journée d'un jeune flic idéaliste (incarné par Ethan Hawke) aux côtés d'un coéquipier brutal et corrompu (Denzel Washington qui obtient l'Oscar du meilleur acteur pour sa performance en 2002). Cette reconnaissance critique le place parmi les scénaristes les plus convoités à Hollywood.
Il accepte ainsi de s'atteler à des productions plus commerciales : il co-écrit ainsi le scénario du film de courses et d'action Fast and Furious, réalisé par Rob Cohen. Ce succès surprise mondial de l'été 2001 confirme son talent à raconter les aventures d'anti-héros attachants. Il continue ainsi dans le film d'action musclé en participant à l'écriture de S.W.A.T. unité d'élite, de Clark Johnson, avec notamment Samuel L. Jackson et Colin Farrell.
Il revient vers des récits plus sociaux en signant le scénario de Dark Blue, d'après une histoire imaginée par l'écrivain James Ellroy. Ce film réalisé par Ron Shelton et avec Kurt Russell et Ving Rhames se situe dans le contexte des émeutes de 1992 à Los Angeles, après la tragique affaire Rodney King. La critique et le public ne suivent pas.

### Passage à la réalisation
En 2005, sort son premier long-métrage en tant que réalisateur. Bad Times, mené par un Christian Bale pré-Batman, lui permet de s'inspirer de sa propre jeunesse à South Los Angeles. Avec un budget d'à peine 2 millions de dollars, le film parvient à être rentable, mais la critique est mitigée.
Pour son second long métrage, il ne signe pas, pour la première fois, le scénario. Au bout de la nuit est en effet un thriller d'action basé sur un script de James Ellroy, et adapté par Kurt Wimmer et Jamie Moss (en). Ce projet lui donne la possibilité de filmer une seconde fois les bas-fonds de Los Angeles, et de diriger les stars Keanu Reeves, Forest Whitaker et Hugh Laurie. Mais les critiques sont cette fois vraiment mauvaises.
Il faut attendre 2012 pour que sorte son 3e film comme réalisateur. End of Watch est un polar indépendant âpre filmé en mode documentaire, suivant les vies de deux jeunes policiers (incarnés par Jake Gyllenhaal et Michael Peña), menacés de mort par un cartel. Ses retrouvailles avec une trame narrative voisine de celle de Training Day, et sa mise en scène nerveuse et originale, sont acclamées par la critique, et son modeste budget de 7 millions de dollars largement compensé par un box office de 57 millions de dollars.
Il enchaîne dès lors avec deux projets très différents, qui sortent tous deux durant l'année 2014.
D'abord le film d'action Sabotage, sorti aux États-Unis en mars, qui voit Arnold Schwarzenegger en agent de la DEA. Ce projet, qui l'amène à retravailler un script de Skip Woods, évoque surtout son S.W.A.T de 2003. Le long-métrage se solde par un échec critique et commercial.

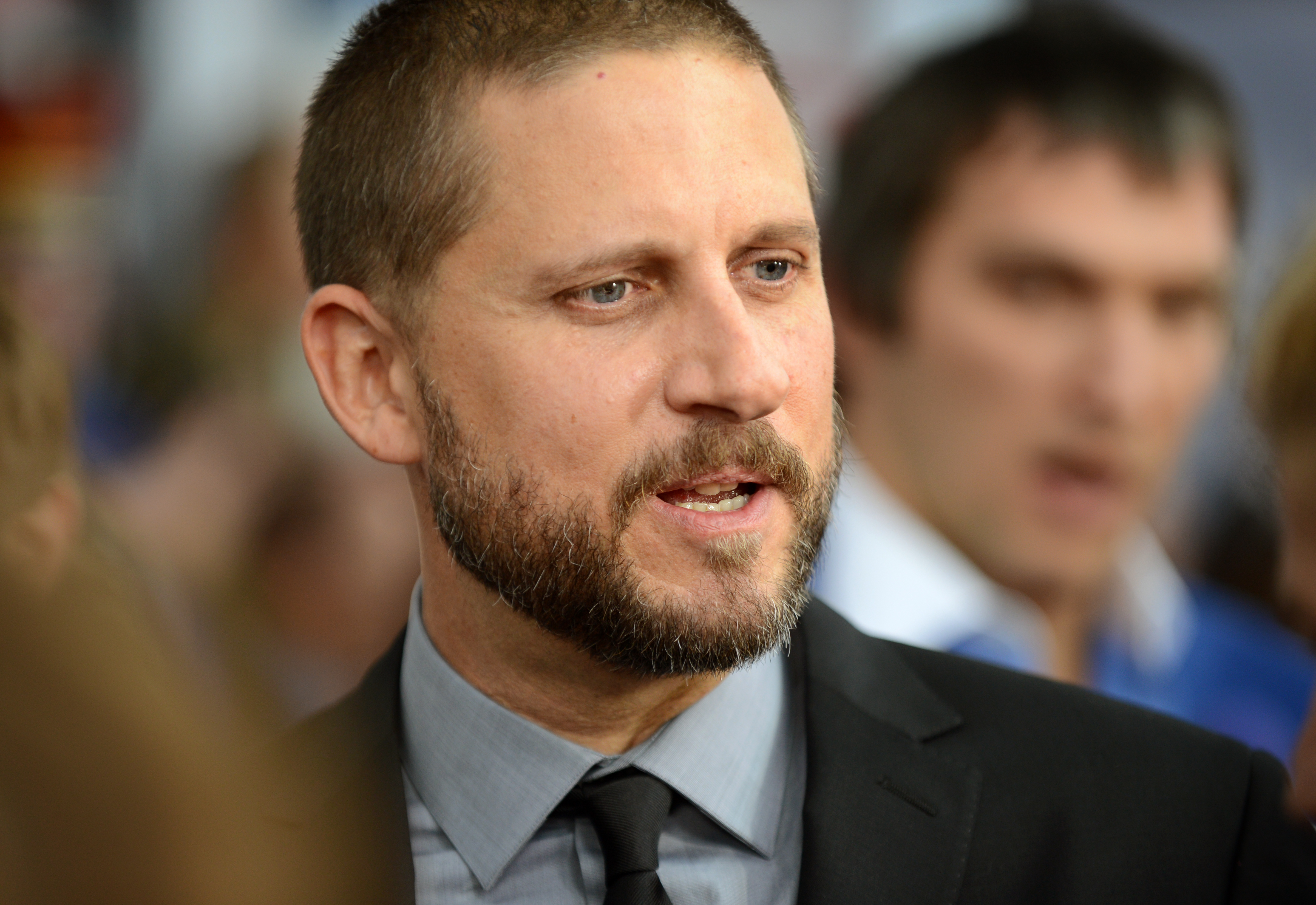
Ayer à la première mondiale de Fury, en octobre 2014.

Mais c'est le succès de son thriller militaire Fury sorti en octobre, qui lui permet de confirmer. Le projet a pour tête d'affiche la star Brad Pitt, qui incarne le commandant d'un char M4 Sherman et son équipage de cinq soldats de la 2e division blindée américaine pour une mission risquée derrière les lignes ennemies durant la campagne d'Allemagne. 
Avant même la sortie de ce long-métrage attendu, le studio Warner décide de lui confier les rênes d'un projet particulièrement risqué, Suicide Squad. Le scénariste/réalisateur a en effet la charge d'adapter les comics du même nom édités par DC Comics. Ce film, qui met en scène plusieurs méchants emblématiques de l'univers DC, sort en 2016. Doté d'un budget de 250 millions de dollars, il a vocation à constituer le troisième chapitre de l'univers cinématographique DC. Le film est un succès au box office et fait 746,8 millions de recette mais reçoit un mauvais accueil critique. Ayer déclarera plus tard qu'il était en désaccord avec le studio et que le montage du film lui a été retiré. 
Il enchaine avec Bright, un film policier mêlant également la science-fiction et le fantastique, produit par Netflix. Il y dirige à nouveau Will Smith, Jay Hernández et Ike Barinholtz.
Il retrouve Shia LaBeouf dans The Tax Collector (2020). Il dirige ensuite Jason Statham dans The Beekeeper sorti en 2024, puis dans A Working Man prévu en 2025.

## Filmographie

### Réalisateur
- 2005 : Bad Times (Harsh Times)
- 2008 : Au bout de la nuit (Street Kings)
- 2012 : End of Watch
- 2014 : Sabotage
- 2014 : Fury
- 2016 : Suicide Squad
- 2017 : Bright
- 2020 : The Tax Collector
- 2024 : The Beekeeper
- 2025 : A Working Man
- 2026 : Heart of the Beast (en)

#### Clip musicaux
- 2016 : Sucker for Pain de Lil Wayne, Wiz Khalifa, Imagine Dragons, Logic, Ty Dolla Sign et X Ambassadors
- 2017 : Home de Machine Gun Kelly , X Ambassadors et Bebe Rexha

### Scénariste
- 2000 : U-571 de Jonathan Mostow
- 2001 : Training Day d'Antoine Fuqua
- 2001 : Fast and Furious (The Fast and the Furious) de Rob Cohen
- 2003 : SWAT : Unité d'élite (S.W.A.T.) de Clark Johnson
- 2003 : Dark Blue de Ron Shelton
- 2005 : Bad Times (Harsh Times) de lui-même
- 2012 : End of Watch de lui-même
- 2014 : Sabotage de lui-même
- 2014 : Fury de lui-même
- 2016 : Suicide Squad de lui-même
- 2017 : Bright de lui-même
- 2020 :  The Tax Collector de lui-même
- 2025 : A Working Man de lui-même

### Producteur
- 2001 : Training Day d'Antoine Fuqua (coproducteur)
- 2005 : Bad Times (Harsh Times) de lui-même
- 2012 : End of Watch de lui-même
- 2014 : Sabotage de lui-même
- 2014 : Fury de lui-même
- 2020 : Birds of Prey (et la fantabuleuse histoire de Harley Quinn) (Birds of Prey (and the Fantabulous Emancipation of One Harley Quinn)) de Cathy Yan
- 2020 :  The Tax Collector de lui-même
- 2025 : Levon's Trade de lui-même

## Collaborateurs réguliers
|                    | Bad Times (2005) | Au bout de la nuit (2008) | End of Watch (2012) | Sabotage (2014) | Fury (2014) | Suicide Squad (2016) | Bright (2017) | The Tax Collector (2019) | The Beekeeper (2024) | A Working Man (2025) | Heart of the Beast (en) (2026) |
| ------------------ | ---------------- | ------------------------- | ------------------- | --------------- | ----------- | -------------------- | ------------- | ------------------------ | -------------------- | -------------------- | ------------------------------ |
| Ike Barinholtz     |                  |                           |                     |                 |             | ✔️                   | ✔️            |                          |                      |                      |                                |
| Kenneth Choi       | ✔️               | ✔️                        |                     |                 |             |                      | ✔️            |                          |                      |                      |                                |
| Common             |                  | ✔️                        |                     |                 |             | ✔️                   |               |                          |                      |                      |                                |
| Terry Crews        | ✔️               | ✔️                        |                     |                 |             |                      |               |                          |                      |                      |                                |
| Scott Eastwood     |                  |                           |                     |                 | ✔️          | ✔️                   |               |                          |                      |                      |                                |
| David Harbour      |                  |                           | ✔️                  |                 |             | ✔️                   |               |                          |                      | ✔️                   |                                |
| Brad William Henke |                  |                           |                     |                 | ✔️          |                      | ✔️            |                          |                      |                      |                                |
| Jay Hernández      |                  |                           |                     |                 |             | ✔️                   | ✔️            |                          |                      |                      |                                |
| Shia LaBeouf       |                  |                           |                     |                 | ✔️          |                      |               | ✔️                       |                      |                      |                                |
| Alex Meraz         |                  |                           |                     |                 |             | ✔️                   | ✔️            |                          |                      |                      |                                |
| Michael Monks      | ✔️               | ✔️                        | ✔️                  | ✔️              |             |                      |               |                          |                      |                      |                                |
| Bobby Naderi       |                  |                           |                     |                 |             |                      | ✔️            |                          | ✔️                   |                      |                                |
| Jim Parrack        |                  |                           |                     |                 | ✔️          | ✔️                   |               |                          |                      |                      |                                |
| Michael Peña       |                  |                           | ✔️                  |                 | ✔️          |                      |               |                          |                      | ✔️                   |                                |
| Brad Pitt          |                  |                           |                     |                 | ✔️          |                      |               |                          |                      |                      | ✔️                             |
| Emilio Rivera      | ✔️               | ✔️                        |                     |                 |             |                      |               |                          |                      |                      |                                |
| J.K. Simmons       | ✔️               |                           |                     |                 |             |                      |               |                          |                      |                      | ✔️                             |
| Will Smith         |                  |                           |                     |                 |             | ✔️                   | ✔️            |                          |                      |                      |                                |
| Jason Statham      |                  |                           |                     |                 |             |                      |               |                          | ✔️                   | ✔️                   |                                |
| Kevin Vance        |                  |                           | ✔️                  | ✔️              | ✔️          | ✔️                   |               |                          |                      |                      |                                |